# 2019 w informatyce
Kalendarium informatyczne 2019 roku
- styczeń – Uniwersytet Kalifornijski w Berkeley i Lawrence Livermore National Laboratory opracowały technologię druku przestrzennego[1].
- 24 lutego – Huawei zaprezentował swój pierwszy składany smartfon[2].
- 2 kwietnia – Google zamknął usługę Google+[1].
- 15 maja – prezydent Stanów Zjednoczonych Donald Trump wprowadził zakaz współpracy z Huawei[2].
- 20 maja – prezydent Stanów Zjednoczonych Donald Trump zniósł częściowo zakaz współpracy z Huawei[2].
- 31 lipca – Microsoft wyłączył usługę Microsoft Interet Games dla systemów Windows XP i Vista[1]
- 3 września – wydano system Android w wersji 10[1].
- 19 września – Apple wydało aplikację Find My[1].
- Google rozpoczął pracę nad zbudowaniem własnego komputera kwantowego[3].
- Stworzone przez Google oprogramowanie AlphaStar osiągnęło stopień mistrza w grze komputerowej StarCraft 2, osiągając wynik lepszy niż 99,8% graczy ludzkich[4].